# Никольское (Благовещенский район)
Никольское (баш. Никольск) — деревня в Благовещенском районе Башкортостана, относится к Ильино-Полянскому сельсовету.

## Население
| 2002 | 2009 | 2010 |
| ---- | ---- | ---- |
| 3    | →3   | →3   |

Национальный состав
Согласно переписи 2002 года, преобладающие национальности — русские (67 %), башкиры (33 %).

## История
Поселение Никольское (Никольско-Терентьевский, Никольский починок) появилось в 19 верстах к северо-востоку от волостного правления, при небольшой речушке Багышле. В 1874 году переселенцы из Вятской губернии купили землю у владельца Терентьева по 13 рублей за десятину и основали на этой земле починок. В конце XIX века было образовано Никольское сельское общество.
В 1895 году в починке насчитывался 31 двор и 231 человек. Здесь проживали Батухтины, Жеребцовы, Загребины, Ковязины, Целищевы, также проживали Парфеновы, Селезневы, Злобины, Бусыгины, Мамаевы, Рябовы, Хомяковы и другие. Кроме православных в починке проживали и старообрядцы, предположительно поморского толка. Уже тогда были отмечены хлебозапасный магазин и два кулевых заведения.
После 1908 года, когда была образована Турушлинская волость, Никольский починок оказался самым восточным населенным пунктом Благовещенской волости. Большинство крестьян жили безбедно, но слишком зажиточных не было.
В 1917 году насчитывалось 42 домохозяйства и 273 человека. Самым богатым крестьянином починка считался 60-летний Василий Васильевич Ковязин — он имел 36 десятин земли, засевал 12,9 десятины, держал трех лошадей, семь коров, семнадцать овец и девять свиней. Весьма состоятельным был 53-летний Степан Прокопьевич Бусыгин, его хозяйство включало 29 десятин земли, 14,5 десятины посева, трех лошадей, трёх коров, шестнадцать овец и семь свиней.
С 1930 по 1987 годы данный населенный пункт относился к Трактовому сельсовету. В 1930-е годы поселок вошел в колхоз «Большевик», в 1950-е годы — в колхоз имени Лысенко, в 1957 году — в состав совхоза «Степановский». В наше время Никольское относится к Ильино-Полянскому сельсовету.

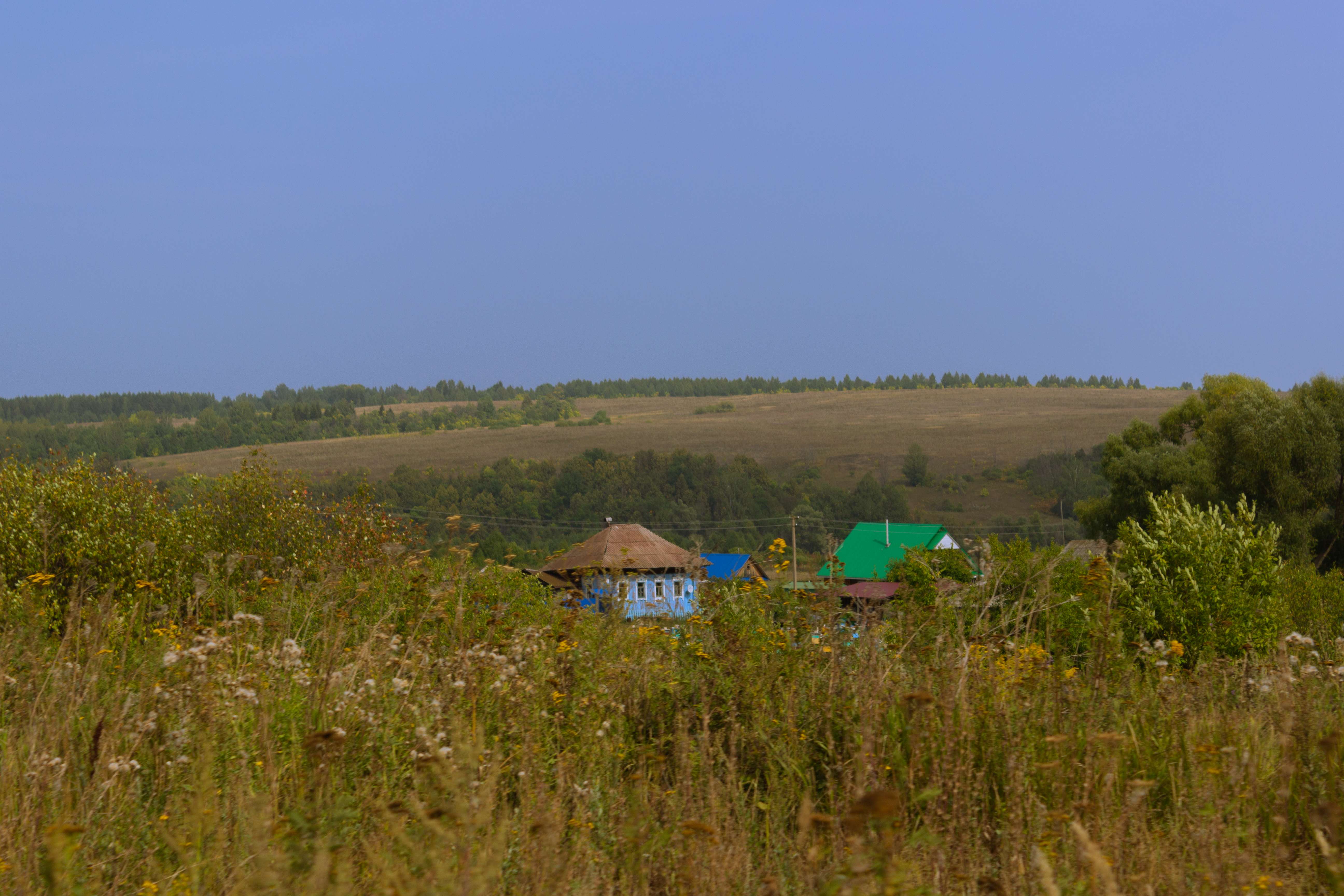
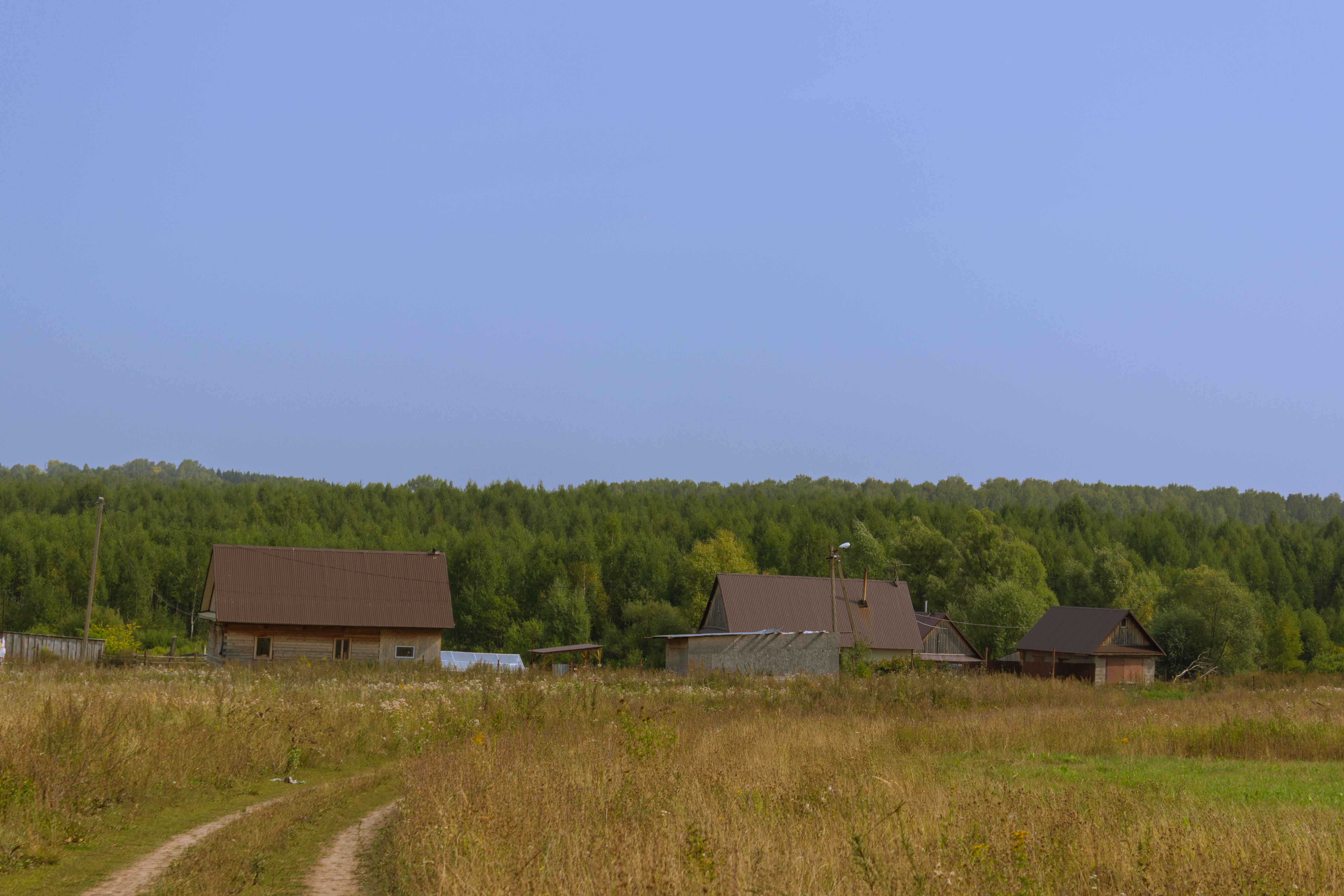
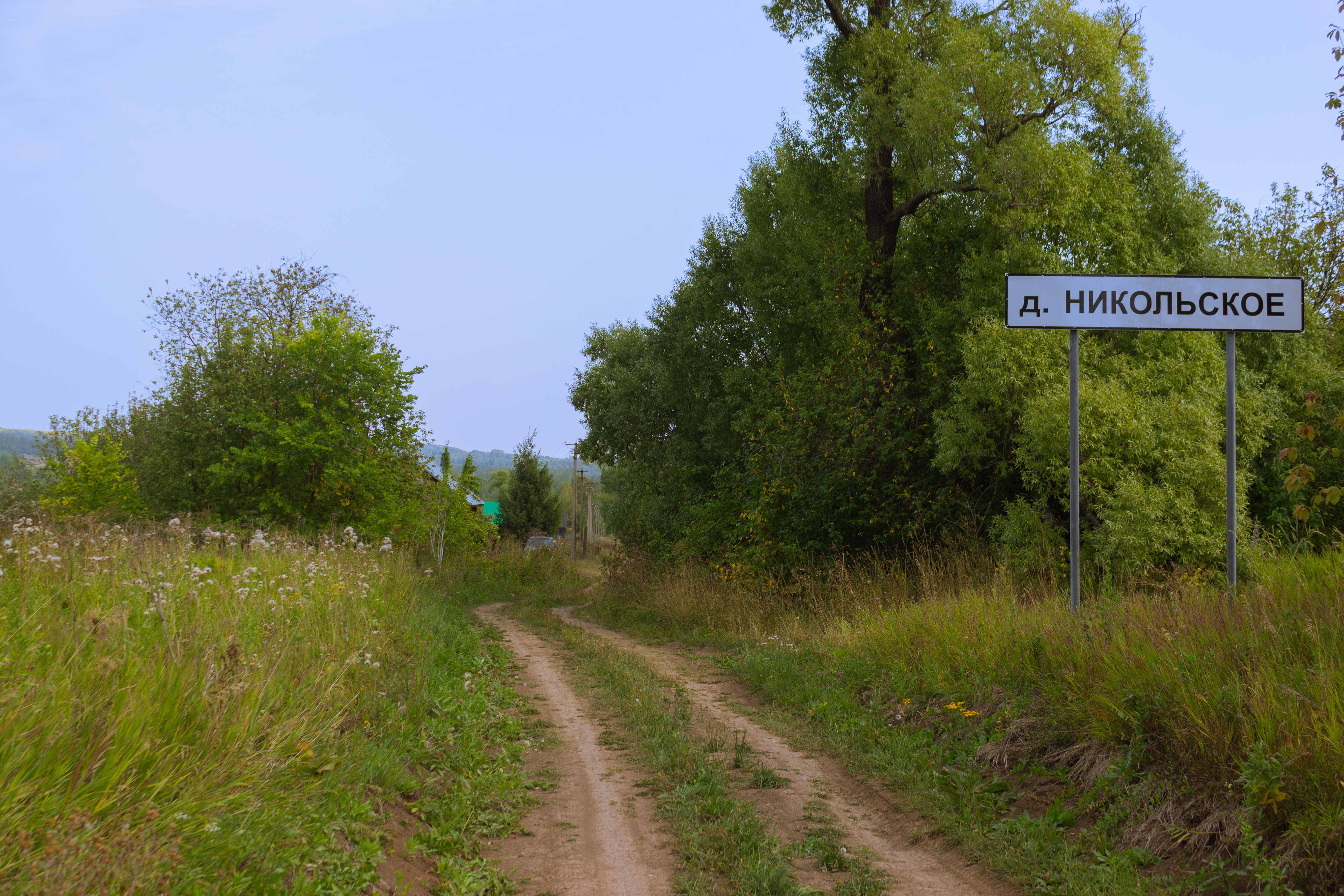
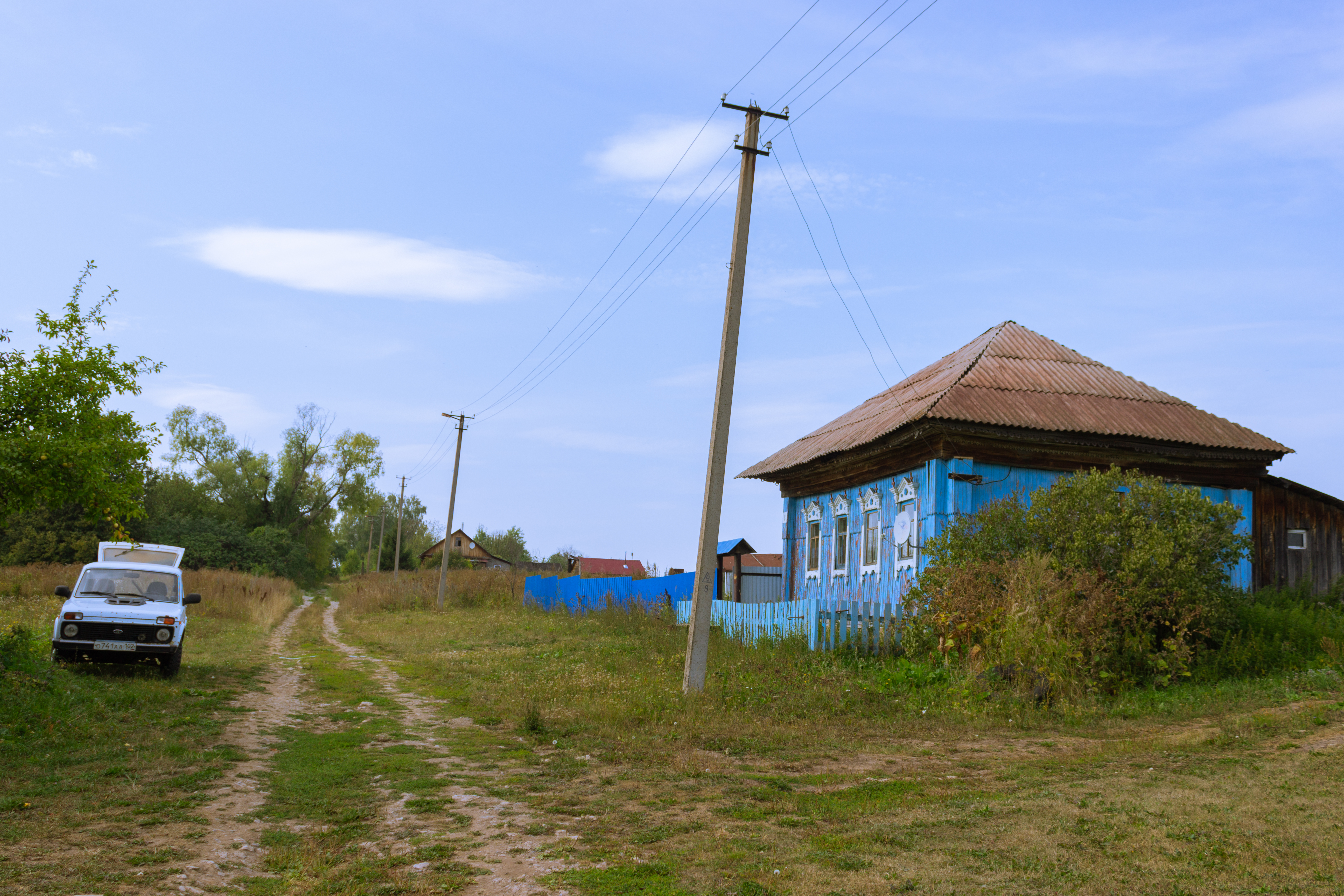
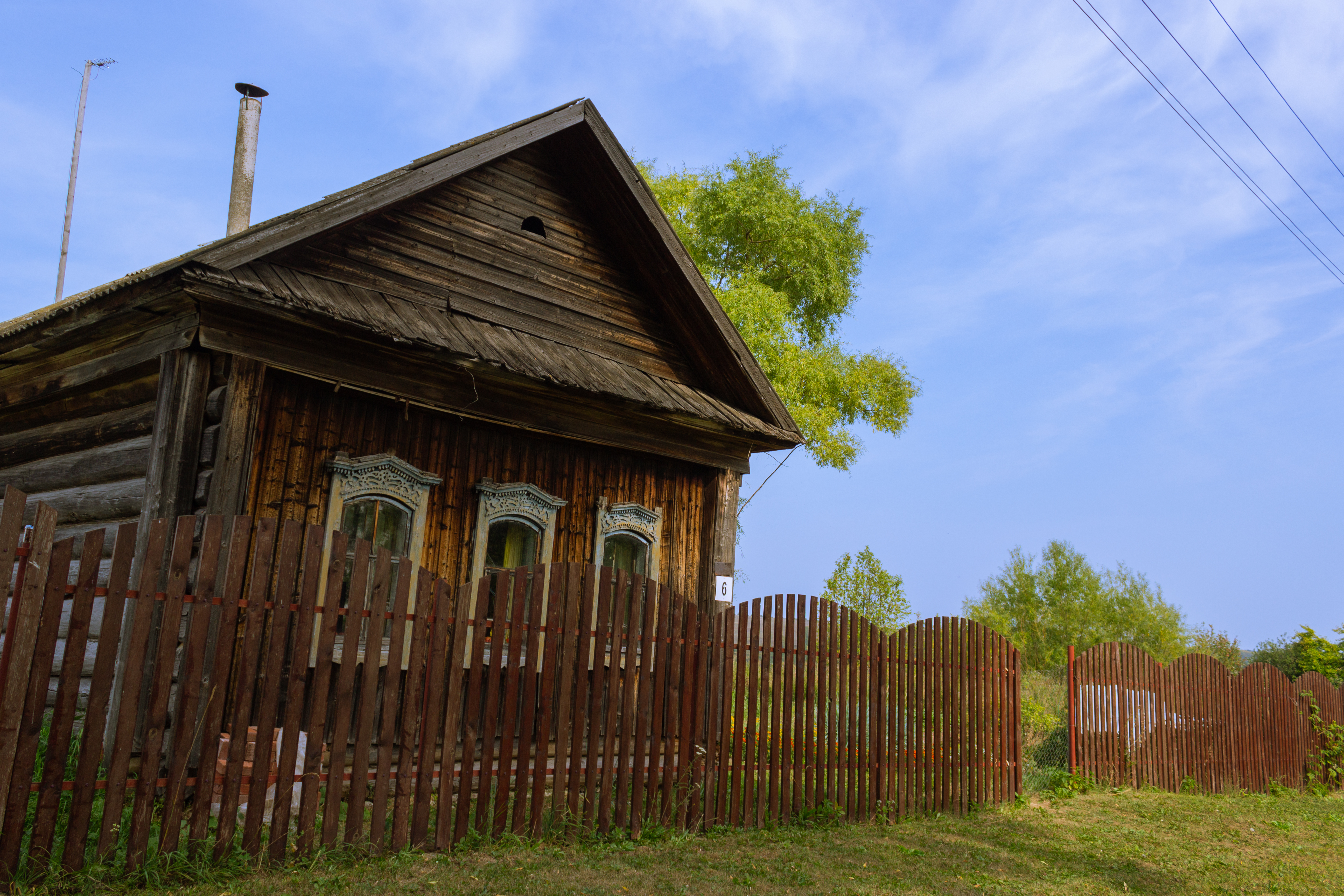
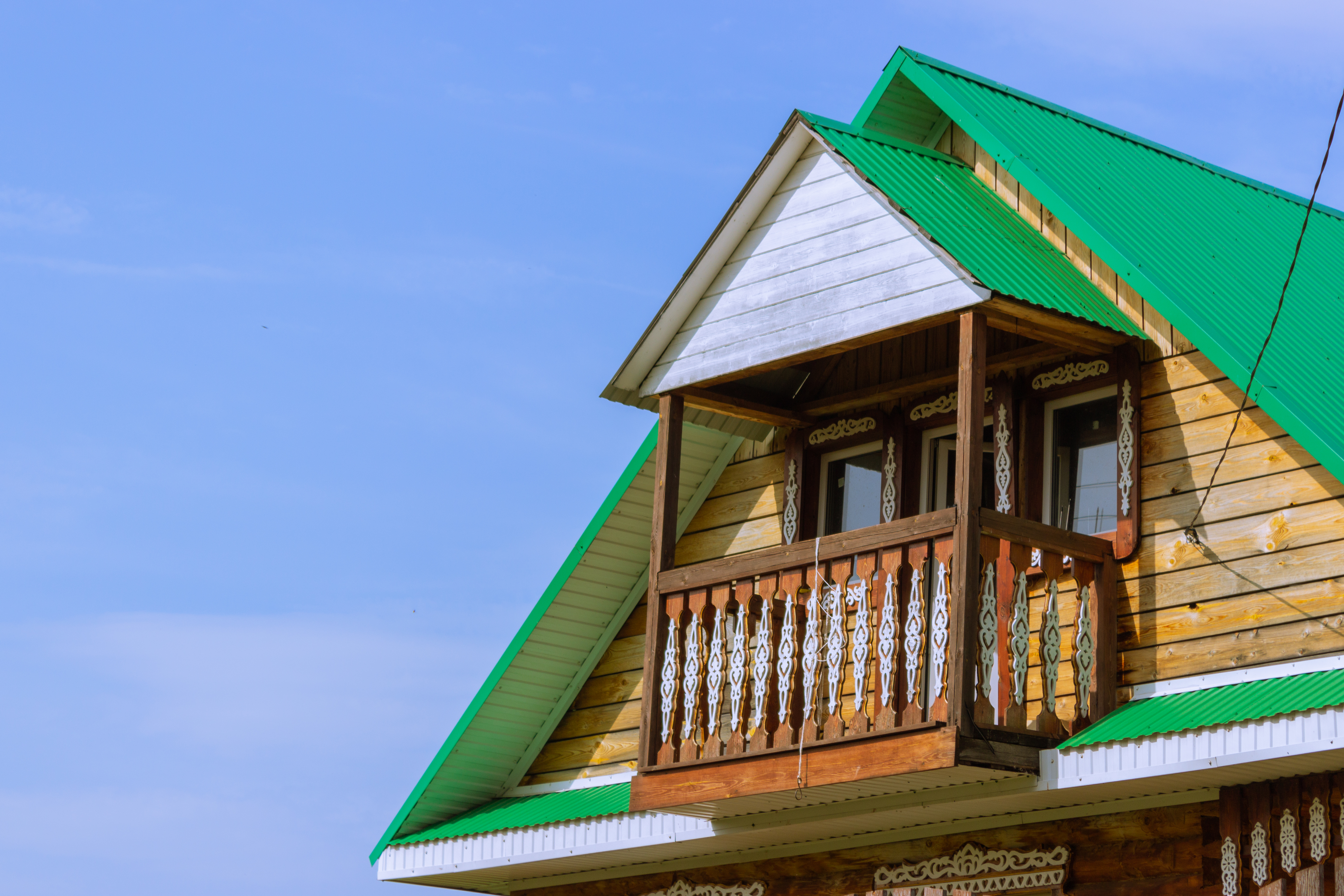

## Географическое положение
Расстояние до:
- районного центра (Благовещенск): 23 км,
- центра сельсовета (Ильино-Поляна): 10 км,
- ближайшей ж/д станции (Загородная): 38 км.